# Župnija Češnjice
Župnija Češnjice je rimskokatoliška teritorialna župnija dekanije Domžale, nadškofije Ljubljana. 
Zavetnica župnije je Karmelska Mati Božja, ki goduje 16. julija. Prvo nedeljo po godu se vsako leto zberejo domačini in okoličani na romarskem shodu ter tako počastijo svojo zavetnico. Shod se imenuje Škapulirska nedelja.

## Sakralni objekti
- cerkev Karmelske Matere Božje, Češnjice - župnijska
- cerkev svetega Lenarta opata, Pšajnovica